# 火焰眶鋸雀鯛
火焰眶鋸雀鯛（學名：Stegastes adustus），又稱火焰高身雀鯛，為輻鰭魚綱雀鯛科眶鋸雀鯛屬下的一個種，分布於中西大西洋區，包括美國佛羅里達州至墨西哥灣、加勒比海到巴拿馬與委內瑞拉沿海海域，深度0至3公尺，本魚體呈橢圓形而側扁，吻短而鈍圓。口中型，具頜齒，小而呈圓錐狀，眶下骨裸出，下緣具鋸齒，前鰓蓋骨後緣具鋸齒，下鰓蓋骨後緣無鋸齒，體被櫛鱗，幼魚體上方呈紅橙色，前額有小亮藍色斑點，上胸鰭基部、背鰭和尾柄有深色斑點，隨著魚成長，顏色就會消失，成魚體深灰色至黑色，身上有垂直的黑色條紋，胸鰭上基部有一個黑點，魚鰭深色，背鰭硬棘12枚、背鰭軟條14-17枚、臀鰭硬棘2枚、臀鰭軟條13-15枚，體長可達15公分，棲息在潮間帶的岩礁，以藻類及有機碎屑為食，具有領域性，繁殖期時成對出現，雄魚會守護卵直到孵化，生活習性不明，可做為觀賞魚。